# Mahmûd II
Nasir-ad-din Mahmoud est sultan de Delhi, le dernier de la dynastie des Tughlûq, de 1395 à sa mort en février 1413. Il est le plus jeune fils de Muhammad III Tughlûq et succède à Sikandâr après sa mort le 8 mars 1395 en compétition avec son cousin Nusrat Shâh qui contrôle Fîrûzâbâd de 1395 à 1399. Son vizir Mallu Ikbal est le véritable maître du sultanat jusqu'à sa mort en 1405. Mahmûd est battu par Tamerlan qui envahit l'Inde en 1398-1399. Mallu Ikbal chasse Nusrat qui s'était installé à Delhi et restaure Mahmûd le 14 octobre 1401. Affaibli, il perd un grand nombre de ses vassaux musulmans qui se déclarent indépendants. 

## Sources
- Histoy of medieval India, 1606 - 1756, par S R Bakshi Publié par Anmol Publications PVT. LTD., 2003  (ISBN 8174880283 et 9788174880284)